# Zainul Abedin
Zainul Abedin (Kishoreganj, 29 dicembre 1914 – Dacca, 28 maggio 1976) è stato un pittore bangladese.

## Biografia
Divenne noto nel 1944 attraverso una serie di dipinti raffiguranti alcune delle grandi carestie che colpirono l'India durante il periodo coloniale britannico. Dopo la divisione del subcontinente indiano, si trasferì nel Pakistan orientale (l'attuale Bangladesh). Nel 1948 aiutò a fondare l'Istituto di arti e mestieri (ora Facoltà di Belle Arti) all'Università di Dacca. L'Indian Express lo ha descritto come "leggendario pittore del Bangladesh". I dipinti sulla carestia del Bengala del 1943 sono considerati come i suoi lavori più caratteristici. Gli venne conferito il titolo di "Shilpacharjo" (in italiano "Grande insegnante di arti" per i suoi meriti artistici. Fu il pioniere del movimento artistico moderno che prese luogo in Bangladesh ed è stato considerato dall'Islam Syed Manzoorul come il padre fondatore delle arti moderne del Bangladesh, subito dopo la sua indipendenza. A lui è stato dedicato il Zainul Abedin Museum e il Cratere Abedin sul pianeta Mercurio.